# Now報價台
now報價台（英语：now data），是香港now新聞轄下的頻道，亦是香港第一個二十四小時不停財經報價的頻道。

## 歷史
now報價台於2010年3月15日啟播，以4:3標清格式廣播，當時該頻道選台號碼為336。

## 節目
本頻道24小時緊貼香港及環球股市的即時行情，提供指數、活躍港股、成分股及分類股票等報價，更每日更新油、金、匯市資訊，直擊第一手市況。

## 外部連結
- now報價台官方網站（页面存档备份，存于）